# Anarthropora
Anarthropora is een mosdiertjesgeslacht uit de familie van de Exechonellidae en de orde Cheilostomatida. De wetenschappelijke naam ervan is in 1868 voor het eerst geldig gepubliceerd door Smitt.

## Soorten
- Anarthropora monodon (Busk, 1860)
- Anarthropora voigti Brown, 1958

Niet geaccepteerde soort:
- Anarthropora horrida Kirkpatrick, 1888 → Exechonella horrida (Kirkpatrick, 1888)